# Jardin des plantes d'Orléans
Le jardin des plantes d'Orléans est un jardin botanique français de 3,5 hectares situé à la périphérie du centre-ville d'Orléans, au sud de la Loire, dans  le département du Loiret et la région Centre-Val de Loire.
Le jardin est situé dans le périmètre de la région naturelle du Val de Loire inscrit au patrimoine mondial de l'UNESCO ; c'est l'un des trois grands jardins d'Orléans avec le parc floral de la Source et le parc Pasteur.

## Géographie
Le jardin se situe à Orléans dans le quartier Saint-Marceau, il est encadré par les avenues de Saint-Mesmin (route départementale 951), Roger Secrétain (route départementale 2020) et la rue de la Vieille Levée, à 350 mètres de la rive gauche de la Loire.

## Histoire
Le jardin est créé en 1834. Une partie des végétaux est transplantée d'un jardin botanique plus ancien, créé en 1640 et transféré au sud de la Loire à la suite de la création du mail de la ville. François-Narcisse Pagot, architecte, réalise les plans du nouveau jardin ainsi que de l'orangerie. Le jardin comprend alors un verger d'expérimentation et une partie dédiée aux promenades.
En 1958, le verger est remplacé par une vaste roseraie de 6 000 m². Elle est composée de 7 500 rosiers représentants près de 400 variétés.
En 2002, le jardin de roses, plus petit, remplace la roseraie. La majorité des rosiers est transportée dans la roseraie Jean-Dupont du parc Léon-Chénault.

## Description

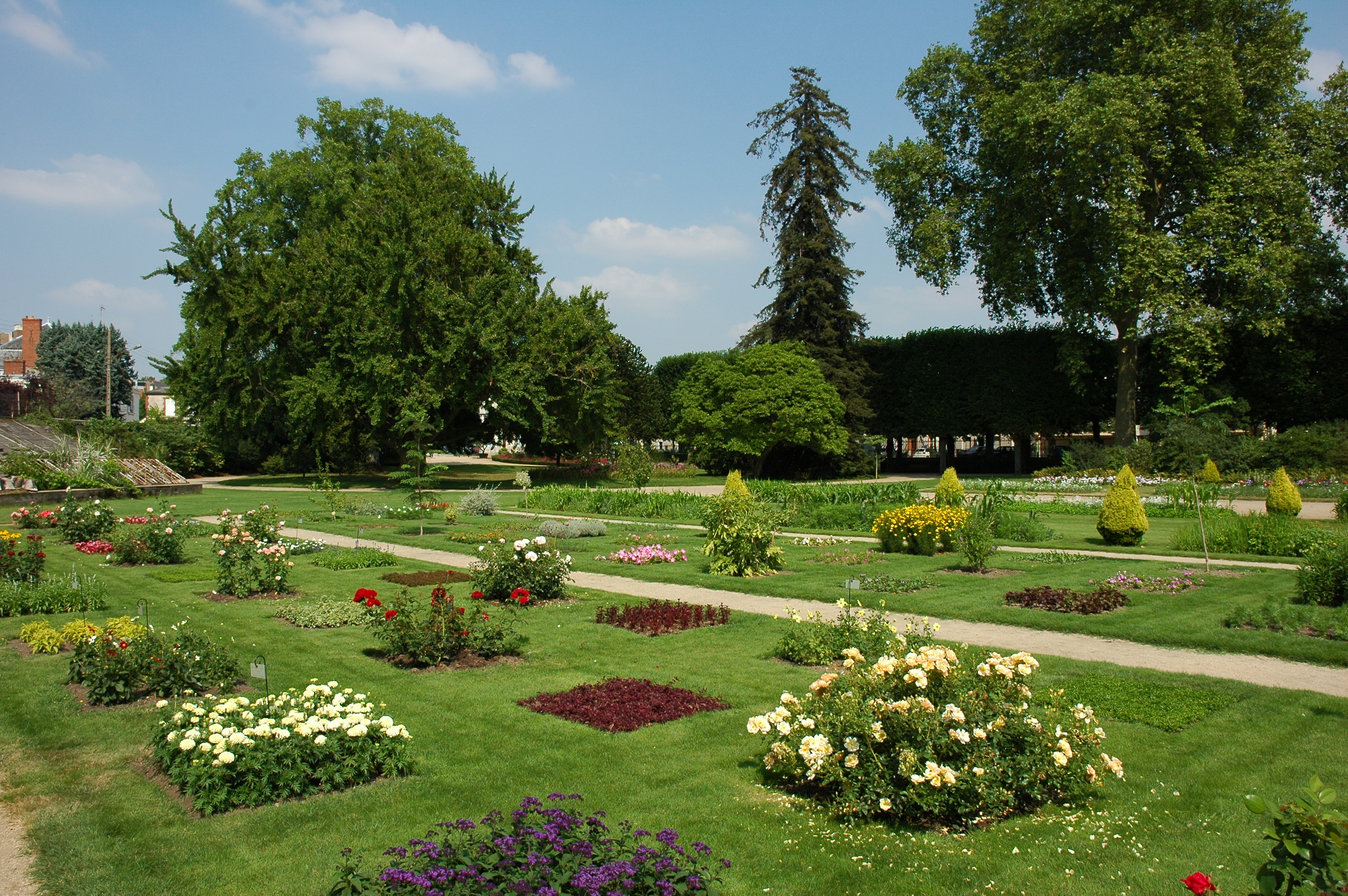
Le jardin à la française.

Le jardin est composé d'un jardin régulier (dit aussi « jardin à la française »), d'un jardin de roses, de petits jardins climatiques, d'une orangerie et de serres tropicales. La culture des orangers fait partie de la tradition orléanaise, en raison de la douceur climatique du Val de Loire.
Une œuvre du sculpteur français Charles Dupaty représentant Cadmos, figure de la mythologie grecque, combattant le serpent, est disposée sur la pelouse. Une sculpture représentant une femme agenouillée se trouve dans la roseraie.
Le jardin propose des jeux pour les enfants ainsi que diverses manifestations.
L'accès se fait par l'avenue de Saint-Mesmin. Le jardin est ouvert de 7h30 à 18h30 en février, mars et octobre, de 7h30 à 20h d'avril à septembre et de 8h à 17h30 de novembre à janvier.
Les stations Candolle et Jardin des plantes du système de vélos en libre-service Vélo'+ sont situées à proximité du jardin.